# Lijst van vlaggen van Soedan
Dit is een lijst van vlaggen van Soedan.

## Nationale vlag (perFIAV-codering)
|          | Civiele vlag | Staatsvlag | Oorlogsvlag |
| -------- | ------------ | ---------- | ----------- |
| Te land  | · ?          | · ?        | · ?         |
| Te water | · ?          | · ?        | · ?         |

## Vlaggen van bestuurders
| Vlag                                                        | Periode     | Functie                                                     | Beschrijving                                             |
| ----------------------------------------------------------- | ----------- | ----------------------------------------------------------- | -------------------------------------------------------- |
| Vlag van de Gouverneur-Generaal van Anglo-Egyptisch Soedan. | 1899 - 1956 | Vlag van de Gouverneur-Generaal van Anglo-Egyptisch Soedan. | Een Britse vlag met het logo van de Gouverneur-Generaal. |

## Vlaggen van afscheidingsbewegingen
| Vlag                                  | Periode      | Functie                               | Beschrijving |
| ------------------------------------- | ------------ | ------------------------------------- | ------------ |
| Vlag van het Darfur Liberation Front. | 2002 - heden | Vlag van het Darfur Liberation Front. |              |